# 國民革命軍第六軍
國民革命軍第六軍，為國民革命軍下轄之軍級單位。
第六軍曾在歷史上先後組建五次：1926年、1929年、1938年、1945年、1948年。在1937年抗戰前，這個番號主要使用者為地方實力派，直到1938年韓復榘遭鎗斃，此單位第三次重編後才正式中央化；第六軍在抗戰中雖多次參加重大戰役，但戰功並不顯著。

## 沿革

### 國民革命軍北伐時期
1926年1月，建國湘軍改編成國民革命軍第六軍，下轄17、18、19師（原攻鄂軍，師長鄧彥華、警衛軍，師長胡謙、潮梅軍，師長楊源浚），軍長程潛，党代表兼政治部主任林祖涵，建國湘軍改編前原有旅一級編制，並轄有4個旅，在此次整編後第一旅旅長李柱國辭職、第二旅旅長王邦吉轉任第19師副師長、第三旅旅長胡兆鵬因病未任命職務、第四旅旅長王茂泉轉任第19師57團團長。最初成軍時無18師，因此第六軍初期僅有2師規模，總和軍力約9,000餘人，18師是整軍後由警衛軍調入。
1926年7月9日，第六軍投入北伐戰爭，由於18師師長由黃埔軍校教育長胡謙所轉任，程潛並沒有提供該師足夠的武裝，因此第六軍在第一階段北伐戰爭中投入部隊主要為原有戰力較為完整的17師與19師，18師留守惠陽縣。第六軍最初任務是監視江西省的孫傳芳五省聯軍部隊，在湖南省、湖北省的吳佩孚部隊陸續潰敗後，9月份第六軍開始進攻江西省，開啟對孫傳芳的戰爭。
9月初，第六軍所屬17師在修水戰鬥、高安戰鬥與陸軍第四師交戰陸續得勝，造成該師重大戰損。9月19日，第六軍第17師在北伐第一次南昌戰役中擊敗守城的五省聯軍，在9月21日占領南昌城，後支援國民革命軍第1師攻佔城外尚被五省聯軍控制的南潯鐵路牛行車站。但因孤軍深入，且第六軍高級將官過於輕敵，在占領南昌後於城內尋歡作樂，在9月23日遭到五省聯軍所屬的陸軍第二師師長盧香亭，陸軍第十師鄭俊彥、獨立第一旅楊賡，配合鄧如琢指揮的陸軍第一師部隊，集結2萬餘人自九江市反攻南昌，在9月23日與守城交戰。在戰力懸殊的情況下第六軍守城部隊被擊破逐出，此役第六軍損失過半。軍長程潛也在此戰役中趁亂化妝潛逃，導致第六軍一度戰力失能。
在9月底南昌戰役後，第六軍進行補充與休整，戰力恢復回6,000人左右。
1927年1月，第六軍在北伐軍江右軍（总指挥程潛）編成內，從江西直趨安徽。程潜两次拒绝蒋介石以南京“敌军雄厚”为由暂停攻击的命令——蒋介石要求程潜部等一下何应钦指挥、正在上海至丹阳一些作战的江左军，一起围攻南京。第六軍調入攻擊部隊，軍長亲临前线指揮作戰，于1927年3月24日攻下南京城，抢得了头功。
武漢政府與南京政府之第六軍共存時期（1927／4—7）
民國十六年（1927）4月，寧漢分裂。期程潛的政治態度反覆不定，他回絕武漢國民政府要求第六軍在南京發兵控制蔣中正的命令，卻也沒有和南京國民政府表態輸誠，在兩邊均無法得到信任的情況下，第六軍成為寧漢政爭的犧牲品之一。同月，北伐東路軍總指揮何應欽發兵包圍國民革命軍第19師，將其繳械遣散。國民革命軍第17師師長楊杰則表態支持蔣中正，獲得蔣中正獎勵授與其第六軍軍長職務，程潛在此事件後化妝逃跑。此事件後陳儀的國民革命軍第十九軍殘軍（國民革命軍暫編第15師）編入第六軍，成為第二代國民革命軍第19師。
程潛成功脫逃後，與武漢國民政府取得聯絡，在汪精衛協助下於武漢重建國民革命軍第六軍，下轄17（李明灝）、18（師長張軫）、19（師長胡文斗）、教導師（師長彭子國）等4個師，軍官主要由南京政府繳械後的第六軍親程潛軍官歸建，加上武漢政府新招募的士兵組成，較有經驗的主力官兵為18師。部隊重建後，程潛的第六軍發兵江西省，解決國民革命軍第二十軍對武昌的威脅。
7月寧漢合流後，南京政府的17師在師級指揮官帶領下脫離南京，將部隊帶回給程潛指揮，成為第六軍獨立第17師。由於南京政府第六軍的主力叛逃，該軍撤銷，19師則轉入國民革命軍第十八軍序列，由楊杰續任該軍軍長。
9月，駐惠州的18師因長期的軍紀不佳，遭到回師廣東的第四軍隸屬之國民革命軍第25師要求繳械，後發生交戰，18師遭到25師殲滅，胡謙遭槍斃。
新桂系時期（1927／7—1928年中）
寧漢合流後，程潛和新桂系建立了合作關係，在1927年10月寧漢戰爭加入湘桂联军，攻打控制武漢的唐生智。寧漢戰爭勝利後，第六軍揮師南下企圖解決唐生智，協助程潛奪回湖南省的軍政主導權。並在戰爭中擊潰了意圖詐降偷襲第六軍的國民革命軍第四十四軍。然而在程潛拒絕第六軍投入長江以北的第二階段北伐戰爭後，與李宗仁的合作關係很快就生變。民國十七年（1928）年5月21日，李宗仁以“专横跋扈，把持湘政”的罪名为借口，拘禁程潜，宣布免除程潜本兼各职。
程潜失勢後，失去政軍背景奧援第六军逐步遭到各軍閥給支解，第六軍先由第17师师长李明灝代理軍長，並將部隊帶往江西省觀望後續情勢，17師的師長職由周希武升任。其中17師由彭亞堯指揮的步兵團脫隊投靠國民革命軍第二軍，另外2個團則由師長周希武帶領脫隊投靠何鍵指揮的國民革命軍陸軍第三十五軍，成為三十五軍下的獨立第17師。李明灝了解到部隊已遭瓦解，也棄職逃跑，由胡文斗任軍長，第18师师长張軫兼任副軍長。8月，胡文斗遭到第六軍參謀長唐蟒唆使的殺手槍殺，由張軫代理軍長。但到此時，第六軍大部分部隊不願意歸附任何一方，張軫將剩餘的部隊撤入福建省與廣東省邊境。
南京政府此時下令部隊追剿第六軍，由朱培德指揮的國民革命軍第三軍執行，第六軍主力部隊大多潰逃回湖南省，由何鍵收編，稱為國民革命軍獨立第2旅。一個營逃往福建省，被當地土匪卢兴邦易幟的國民革命軍新編第2師繳械收編。張軫在突圍後輾轉逃往上海。由湖南軍閥改編的第六軍在1928年夏撤銷番號。

### 山東軍閥時代（1929—1938／1）
1929年5月，國民革命軍第20師師長韓復榘背叛馮玉祥，投靠蔣介石，20師因此功勞備南京政府許諾擴編，韓復榘獲得國民革命軍第六軍此番號，出任軍長。該師麾下編有國民革命軍第20師、第22師、第29師。該軍編成後，隸屬國民革命軍第三路軍，先後參加湖北省對抗新桂系的蔣桂戰爭和中原大戰。
中原大戰中，22師抽離第六軍，作為國民革命軍第十二軍擴編之基礎。1931年7月，第六軍隸屬國民革命軍第一軍團。1932年8月，該軍駐防濟南地區。
中原大戰後，第六軍編有國民革命軍第22師（師長谷良民），國民革命軍第74師（師長喬立志）、國民革命軍第81師（師長展書堂）。
1937年10月，因應中國抗日戰爭需要，第三路軍擴編成國民革命軍第三集團軍。1938年1月，韓復榘自行退守山東省防線，以抗戰不力的罪名遭撤職逮捕，後槍斃。第六軍番號撤銷，20師師長職務由沈鴻烈接替。撤銷軍番號後，22師和74師移編給國民革命軍第五十六軍，81師移編給國民革命軍第十二軍。

### 中央軍系時代（1938／7—1945／2）
民國二十七年（1938）7月，軍事委員會由原屬國民革命軍第五軍的國民革命軍第93師為基礎擴編為第六軍，隸屬國民革命軍第三十二軍團。甘麗初任軍長，下轄國民革命軍第93師（師長呂國銓）、國民革命軍新編第39師（師長李精一）、國民革命軍預備第2師（師長陳明仁）。該軍組成後，即參加武漢會戰。1939年，調往廣西，改隸第九戰區，武漢會戰後，新編39師更名為國民革命軍第49師。預備第2師則在民國二十八年（1939）年移編國民革命軍第八十七軍，編入國民革命軍暫編第55師補充。
在民國二十九年（1940）的桂南會戰中，第六軍遭到日軍重創。1941年，該軍改隸國民革命軍第一集團軍。
在中國遠征軍成軍前，第六軍編有93（師長呂國銓）、49（師長彭壁生）、暫編55師（師長陳旭喜）三個師級部隊。1941年8月底，第93师第277团由云南罗平出发，11月12日，进入车里县（今景洪市）布防，稍后进驻佛海（今勐海縣）。在日本偷襲珍珠港後，因中國與英國締結同盟關係，國民革命軍開始進入緬甸協助防禦，第一批部隊為93師副師長劉觀龍領軍，率領該師277團從雲南進入緬甸景棟，監視泰國皇家軍隊的動向，這支部隊又稱為“刘观龙支队”或“刘支队”。
民國三十一年（1942）初，第六軍劃歸中國遠征軍序列，將其它軍屬部隊依序進入緬甸增強防禦。第六軍的主要佈署戰線並非滇緬公路一線，而是沿萨尔温江開設防線，在泰緬邊境擔任第一線防禦任務。93師的主力部隊在1942年1月23日抵達佛海，與暫55師一同在2月中旬移動到景栋增強防禦。第六軍在緬甸戰場對抗的是日軍第18師團與泰軍部隊所組成的東路軍，在日軍第56師團佔領東吁縣後，一部份56師團從南向北夾擊第六軍防線，第六軍的南方防禦線由49師與暫55師為主力，在4月份於毛奇、垒固、雷列姆一线被日军持續重創，第六軍被迫收縮防線在緬甸東部鄰接雲南的領土。
日軍在擊敗第六軍後，持續向北推進，僅存千餘人的暫55師向北撤往泰緬邊境。除了277團外的93師部隊成功接應了暫55師與49師，使部隊成功渡江，進入薩爾溫江東岸。5月8日，第六軍軍部進駐景棟，雖然日軍試圖再次渡過薩爾溫江，進入緬甸東部與中國的鄰接區追擊第六軍，但是遭到93師278團與49师第146团阻擊成功。由於第六軍控制區已遠離緬甸核心區，日軍放棄追擊第六軍，轉向沿著薩爾溫江北進控制薩爾溫江以西的東撣邦地區。5月後，泰國皇家陸軍與泰國皇家空軍開始成為追擊第六軍的主攻部隊。甘麗初評估泰國軍具有戰力優勢，因此決定將第六軍陸續從緬甸撤回雲南境內。5月12日，甘丽初命令暂编55师放弃勐萨特向勐艾方向撤退，与93師第277团协力防御。经过多次大小不同的战斗后，第6军部隊持續地撤回中國。
第49师经缅甸景栋撤回国内，经孟连和澜沧，回到南峤县（注：今勐海县勐遮）一带驻防。暂编55师经西盟、孟连和澜沧，回到车里县（注：今景洪）大勐龙驻防。第93师经大勐龙、打洛和南峤，回今勐海县城和打洛驻防。第6军军部亦驻勐海。
6月3日后，第6军大部分部队已经撤回了国内，第93师也基本全部撤过南垒河，第278团驻守在中国境内的打洛，撤入大勐龙的第277团也在集结中，一营已经进驻打洛，仍然在缅境的第279团朱营一连防守南垒河南岸3376高地，主力部队则守备蛮笼和南垒河北岸的高地，以及勐麻，支援背靠打洛的第93师主力部队。由于滇西方向战事紧急，第6军军部以及负责驻防南峤和佛海的第49师和暂编55师先后调离，独留第93师负责西双版纳地区的防务，甘丽初在调离前发给龙云的电文中指出“思普守备任务，交由93师单独负责，该师尚与敌对峙，地区辽阔，兵力不敷”。
1942年7月，第49师和暂55师先后调离南峤和车里，加入滇西战线。12月中旬，泰国军队开始计划占领景栋以东的行动。12月11日，泰军第4步兵师第9步兵团（注：由第三步兵师转隶）在飞机和火炮的掩护下从勐星渡口强度南垒河，防守该地的第278团一营一连连长吕正隆率领全连士兵顽强抵抗，但因敌众我寡，防线被泰军冲破。中午，第一营营长带领二连三连赶到，但终究不敌有数量优势的泰军第9步兵团。当夜，勐瓦、景康、曼兴雷3处战地失守，泰军第25、27营完全渡过南垒河，直逼中国国境。第26营留在河对岸作为预备队。12日上午，第278团以一部由布朗山南向勐瓦、景康的泰军侧翼发动猛攻，牵制、分散正面泰军对我军的压力。18日，第278团主力部队到达，下午3时，向泰军桥头堡发起进攻。由于泰军以背水为阵，并在阵前掘河放水，使中国军队进攻艰难。从1943年1月9日起，大勐龙及勐腊一线的阵地遭到泰军约数千人攻击。同时泰军另一路千余人进攻布朗山、南东、掌家等阵地，并制造谣言要进攻勐混、勐海，扰乱人心。1月11日，南峤县县长张励辉报告泰军在南峤县辖边境多处发起进攻，由于当地防线长二三百里，只有第279团两个营防守，兵力不足。因此征调大批壮丁并入自卫队前往增援协助国军保卫国土。第六軍自景棟撤回雲南，返國時全軍僅存6千餘人。1943年1月，軍長甘麗初被免職，空缺由黃杰補上，主要師級單位被外調或解編，第六軍實際編制等同被支解無存。而泰军真正的主攻方向却是打洛。1月11日，泰军第13步兵团从南览河（注：打洛江）南岸曼掌、曼蚌等地开始进攻，3时起开始横跨南览河。渡河行动于15时完成，太阳升起时这个团已进入中国云南境内4公里。由于第6军第93师将防御的重点放在了大勐龙地区，当时打洛至勐混一线主力已增援他处，阵地形成真空状态。14日清晨，打洛阵地失守，勐板、勐混形势紧张。战局急转直下，一片混乱，勐海县危在旦夕。面对此刻的危机，第93师师长吕国铨首先部署好退路，命令工兵营营长在车里县（注：即现在的景洪）澜沧江边扎好竹排，准备木船做好部队撤退过江准备，后勤部转移过江，一旦前线失利便放弃西双版纳，守住澜沧江第二道防线。同时积极调整部署，调兵遣将大打勐板战役，号召全师官兵“反攻勐板，收回打洛，还我人民”。与此同时，打洛方面防守的泰军遭到了第277团1营的猛烈进攻，泰军伤亡惨重，几近全灭。只是，在未来的泰国陆军元帅和总理他浓·吉滴卡宗率领下，这支泰国部队还是稳住了战线。在前进无望且后路不保的情况下，泰军第13步兵团只得退回南览河西岸和南岸沿江布防。第6军第93师沿江北岸设防固守。同时分兵突击南览河上游南峤县国境沿线之敌。至此，南峤、打洛、勐板之战，业已日趋稳定。2至4月间，在南峤县辖区内中国军队与泰军多次发生冲突。4月6日，再次侦察到勐养的泰军有大规模行动的迹象。但是，泰军再也没有组织过对中国的大规模进攻。4月25日，我军侦察到第56号界桩东南的泰军阵地已经是由稻草人防守。5月2日，吕国铨电告龙云，“泰国主力已他调”。至此，大泰族主义者借日本侵略者的势力，觊觎西双版纳的企图就此破灭。1943年，泰国西北军在宣布占领东掸邦完全胜利。泰国总理銮披汶·颂堪审时度势，从1943年1月开始疏远日本，当月，他授意西北军指挥官屏·春哈旺释放一些在战争中被俘的中国士兵，由他们传递泰国不再和中国为敌的信息，并声称在缅甸，泰国是“被迫”协同日军作战的。之后，12名会说泰语的战俘身穿泰军的制服，以跟随第3步兵师军官考察团的名义离开了景栋，并于第二天秘密跨过南览河，进入中国境内。2月末，泰国西北军收到了中国方面的回复反馈，不久，泰军代表应邀前往位于勐海的國军第93师指挥部，与第93师副师长彭佐煕率领的代表团谈判，双方很快就停止了敌对行动，并就交换战俘、互换情报达成一致意见。1943年後第六軍編入國民革命軍第十一集團軍，歸昆明行營指揮，主要任務為整訓與怒江佈防。
1944年，第六軍與其上層單位十一集團軍一同編入第二次中國遠征軍，此時的第六軍下轄新33師、新39師、預備第2師，在1944年5月投入滇西緬北戰役。
在一系列強攻戰中因為第六軍下轄部隊多為臨時編號，加之折損過重，因此1945年6月軍委會決議撤銷第六軍番號。人員則補充給其他部隊編實戰力。
1945年2月1日，第278团由大勐龙向境外的什南、景亢、勐瓦一带反攻，经过一夜的激战，占领各个要点，随后打洛等地驻军也向境外发动反击，泰军退守南垒河南岸。由于遭到了英国的反对，4月25日，第93师仍撤回国境我方一侧驻守。日本宣布投降后，第93师解除边防重任，南下老挝接受日军投降，普洱、西双版纳地区的战事就此结束。

### 第二次國共內戰時期
1945年10月，第六軍在重慶重建，由青年軍202師、203師、204師、207師組成，軍長鍾彬。1946年6月，第六軍由貴陽調至江蘇徐州地區，1946年9月番號再度裁撤；207師則調往東北，202、203、204師留在上海，留在上海的3個師後來歸國民革命軍第三十七軍與國民革命軍第五十七軍所轄。
1948年5月，衛立煌以青年軍第207師、新編第五軍第一九五師合編為第六軍，羅又倫任軍長。該軍組成後，主要擔任瀋陽、撫順、本溪地區守備。9月，羅又倫因病去職，由東北剿匪總司令部參謀長趙家驤兼任軍長。11月3日，在遼瀋戰役中，瀋陽解放後，趙家驤潛逃南京，其餘全部被殲。12月，207師師長戴樸逃回南京後，重編第六軍，戴樸任軍長，是月底，重編後的第六軍開赴台北、新竹一帶整編補充，歸孫立人督訓。1949年春，整編完畢，由戴樸任軍長。

### 在台時期
第六軍至台灣整編後，下轄第207師、第339師、第363師（原台灣警備旅）。於1951年至1952年間師整編時，以三師併為兩師之方式整編為第68師（原第339師）及第69師（原第207師）。於1954年軍整編時，第六軍解編，第68師併入第八軍（原第52軍）、第69師併入第七軍（原第18軍）。
原第六軍所屬師於第六軍解編後，發展如下：
第68師於1976年變更番號為第168師，於1991年撤銷師部，其所屬部隊改由澎防部直屬。
第69師於1958年參加八二三炮戰，於1976年變更番號為第269師，於2000年6月1日精實案於桃園改編為摩步269旅。於2005年7月1日精進案與裝步351旅併編為機步269旅。